# Vittorio Pasti
Vittorio Pasti (Bologna, 2 aprile 1908 – ...) è stato un calciatore italiano, di ruolo difensore.

## Carriera
Cresciuto nel Bologna, debutta in Serie B con la Catanzarese nella stagione 1933-1934. La squadra calabrese retrocede in Serie C al termine del campionato 1934-1935 e ritorna tra i cadetti l'anno successivo e Pasti rimane in giallorosso fino al 1937, totalizzando 78 presenze nella seconda serie nazionale.
Successivamente milita nel Ferrara.
Dopo la Seconda Guerra Mondiale lavora con il Bologna come talent scout, scoprendo giocatori quali Giacomo Bulgarelli, Ezio Pascutti, Tumburus, che contribuirono alla conquista dello scudetto dell'anno 1964. Pasti era molto stimato dall'allora presidente felsineo Renato Dall'Ara.

## Palmarès

### Club

#### Competizioni nazionali
- Serie C: 1

Catanzarese: 1935-1936